# Deadlift

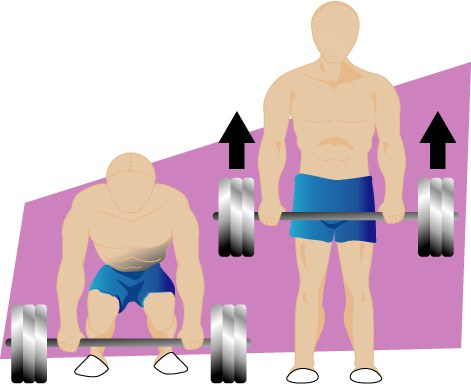
Deadlift

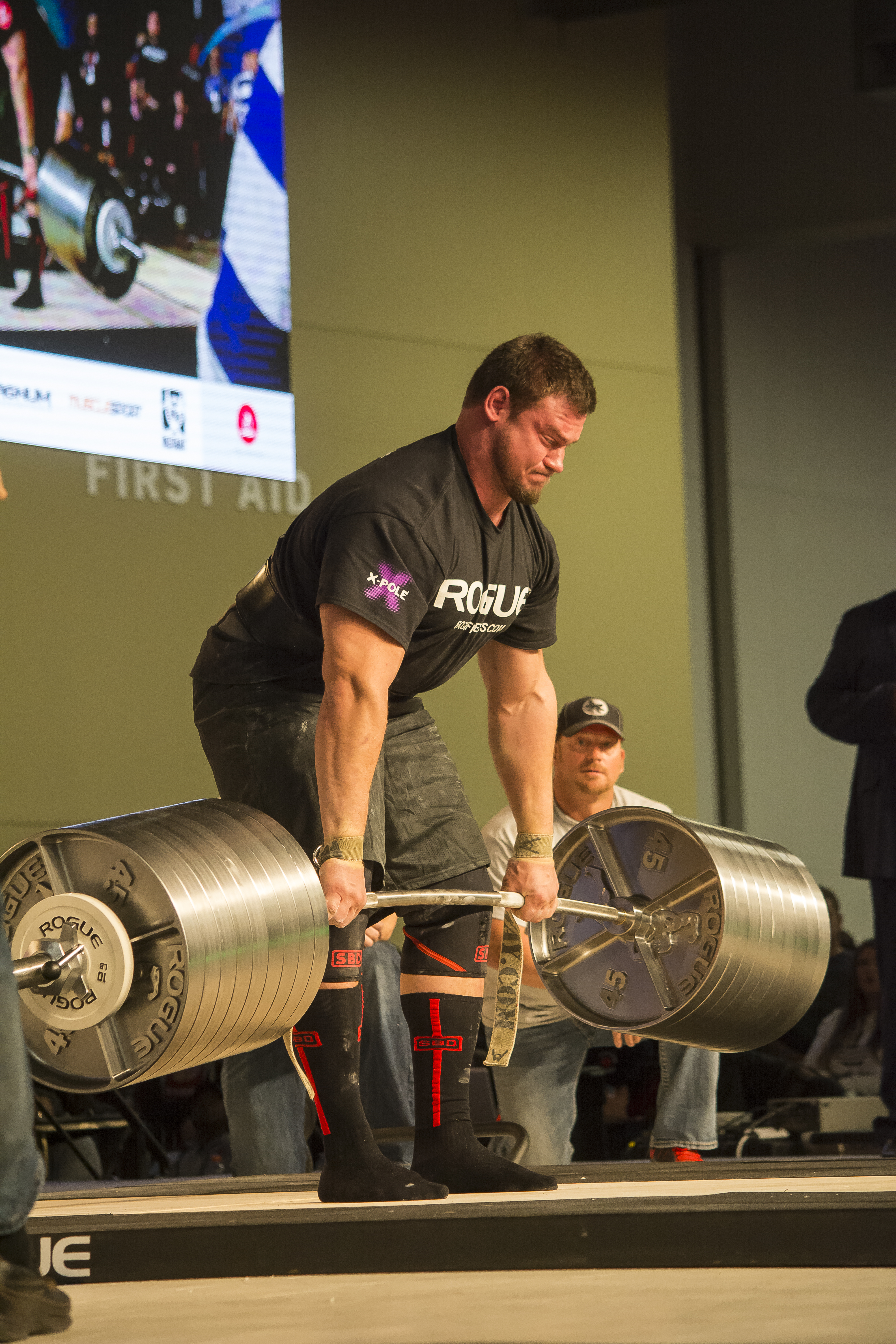
Martins Licis, Sterkste Man van de Wereld in 2019, bezig met een deadlift van 430 kg, in 2017

Een deadlift is een oefening die vooral bij powerliften wordt gebruikt en is een van de drie oefeningen van het powerliften.
Het is de bedoeling een zwaar gewicht op te tillen in een voorovergebogen stabiele  houding, waarbij ook de knieën zijn gebogen. Men tilt het gewicht op totdat men rechtop staat en de benen gestrekt zijn. Is dat het geval en houdt men dat enkele seconden vast, dan is de poging geslaagd. Het is de bedoeling het gewicht weer op de grond terug te leggen, wat bij recordpogingen nog weleens leidt tot het laten stuiteren van het enorme gewicht omdat de persoon het gewicht niet meer kan houden.

## Powerliften
Bij professioneel powerliften worden zeer zware gewichten van wel 300 tot 400 kg gebruikt, waarbij de powerlifter een speciale riem draagt die onder andere de onderrug ondersteunt. Tegenwoordig zijn er ook speciale pakken, de powersuits, waardoor het lichaam stevig bij elkaar wordt gehouden en men een iets hoger gewicht kan deadliften.
Deadliften is indien niet correct uitgevoerd bij hoog gewicht een zeer belastende oefening voor de onderrug. Bij een verkeerde uitvoering moet men uitkijken voor blessures.

## Training
Deadliften kan ook in een fitness- of bodybuildingprogramma worden opgenomen om de onderrug, hamstrings en de quadriceps te versterken, met een relatief lager gewicht en meer reps.
Veel sterke powerlifters doen ook aan de competitie mee voor de Sterkste Man van de Wereld, of een soortgelijke competitie of serie wedstrijden, zoals het wereldwijd gehouden Strongman Championsleague, en/of regionale en landelijke wedstrijden.

## Romanian deadlift
Behalve de conventionele deadlift zijn er ook verschillende varianten. Zo bestaat er bijvoorbeeld de romanian deadlift. Dit is een variant waarbij de halterstang tijdens de herhalingen de grond niet raakt. De halterstang dient niet lager te bewegen dan een paar cm onder de knieën. Tijdens de uitvoering dient men de knieën licht gebogen te houden en de bilspieren naar achteren te duwen. Hierbij worden de hamstrings en bilspieren als meest dominante spiergroep getraind. Dit in tegenstelling tot de conventionele deadlift, waarbij ook de hamstrings en bilspieren worden getraind, maar de rugspieren de meer dominante spiergroep zijn. Deze romanian deadlift kan ook worden uitgevoerd met dumbbells of kettlebells in plaats van een halterstang.

## Wereldrecords
Het lukte Eddie Hall uit het Verenigd Koninkrijk op 9 juli 2016 bij een wedstrijd in Leeds als eerste een gewicht van 500 kg te deadliften. Hafþór Júlíus Björnsson uit IJsland heeft op 2 mei 2020 zonder publiek en buiten een wedstrijd 501 kg getild. Zijn prestatie wordt daarom ook wel als 'officieus' record gezien.
| vorm                         | jaar | gewicht in kg | gewichtsklasse | gewichtheffer               |
| ---------------------------- | ---- | ------------- | -------------- | --------------------------- |
| heren                        |      |               |                |                             |
| halterstang                  | 2020 | 501           | 125+           | Hafþór Júlíus Björnsson ISL |
| raw                          | 2011 | 460,4         | 125+           | Benedikt Magnússon ISL      |
| halterstang met hummerbanden | 2023 | 549           | 125+           | Oleksii Novikov UKR         |
| met een hand                 | 1920 | 301 officieel | onbekend       | Hermann Görner GER          |
| idem                         |      | 330 officieus | onbekend       | Hermann Görner              |
| dames                        |      |               |                |                             |
| halterstang                  | 2023 | 317,5         |                | Lucy Underdown GBR          |
| raw                          | 2023 | 290,5         |                | Sara Schiff USA             |
| halterstang met hummerbanden | 2022 | 363           |                | Andrea Thompson USA         |

Deze lijst wordt aangevuld met records in verschillende varianten van de deadlift. Ook allerlei records in de andere twee disciplines van het powerliften.